# In de ban van Tsjernobyl
In de ban van Tsjernobyl is een driedelige reportagereeks van VRT NWS, die in april 2020 uitgezonden werd op Canvas.  In het programma blikt VRT-journalist en Ruslandkenner Jan Balliauw terug op de kernramp van Tsjernobyl in 1986 en gaat hij na wat de gevolgen tot op vandaag zijn.

## Concept
Naar aanleiding van de succesvolle HBO-fictieserie Chernobyl gaat Jan Balliauw op zoek naar de waarheid achter de fictie.  Hij praat met ooggetuigen die de kernramp van nabij hebben meegemaakt en met slachtoffers die nog steeds in besmet gebied leven. Naast de kernramp zelf wordt er ook aandacht besteed aan de gevolgen, zoals bijvoorbeeld het feit dat niemand weet hoe de ontplofte reactor ontmanteld moet worden.

## Afleveringen
| Nr. | Titel       | Interviews | Kijkcijfers | Uitzenddatum  |  |
| --- | ----------- | --- | ----------- | ------------- |  |
| 1 | 1986        | Pjotr Chmil (brandweerman), Oleksey Breoes (operator), Sergej Volodin (helikopterpiloot), Sergej Parasjin (partijleider kerncentrale), Aleksej Ananenko (nucleair ingenieur "duiker")                       | 556.998     | 15 april 2020 |  |
| Deze aflevering focust op de kernramp zelf. Jan Balliauw praat met ooggetuigen over hoe zij de gebeurtenissen vanop de eerste rij hebben meegemaakt. |             | |             |               |  |
| 2 | De gevolgen | Natalja Chodemtsjoek (weduwe van Valeri Chodemtsjoek), Aleksander Sirota (kind van Pripjat), Igor Koedjan (liquidator), Aleksander Demjankov (inwoner besmet gebied), Stanislav Sjoesjkevitsj (kernfysicus) | 460.207     | 22 april 2020 |  |
| In deze aflevering gaat het over de gevolgen van de kernramp op langere termijn, de impact op het milieu en op het dagelijks leven in de getroffen gebieden. Jan Balliauw praat onder andere met de weduwe van Valeri Chodemtsjoek, een van de twee werknemers van de kerncentrale die omkwamen in de explosie en met Stanislav Sjoesjkevitsj, de eerste president van Wit-Rusland. |             | |             |               |  |
| 3 | De erfenis  | Miet Smet (voormalig staatssecretaris van leefmilieu), Oleg Brjoechanov (zoon van Viktor Brjoechanov), Valentin Koepni (directeur oude sarcofaag), Sergej Gasjak (onderzoeker Chernobyl Center)             | 554.987     | 29 april 2020 |  |
| In de laatste aflevering gaat het over de erfenis van Tsjernobyl. Zo is Oostenrijk na Wit-Rusland het land dat het meest besmet werd door de radioactieve wolk, er worden nog steeds verhoogde radioactieve waarden gemeten op plaatsen waar het toen veel geregend heeft. Jan Balliauw praat met de zoon van Viktor Brjoechanov, de directeur van de kerncentrale die tot 10 jaar cel veroordeeld werd en met de directeur van de oude sarcofaag, een overkapping die na de ramp in allerijl rond de ontplofte reactor 4 gebouwd werd. |             | |             |               |  |